# DTM 1996
DTM 1996 (även känt som ITC) kördes över 26 heat. Manuel Reuter blev mästare.

## Delsegrare
| Bana        | Vinnare            | Märke      | Vinnare            | Märke      |
| ----------- | ------------------ | ---------- | ------------------ | ---------- |
| Hockenheim  | Manuel Reuter      | Opel       | Jan Magnussen      | Mercedes   |
| Nürburgring | Jörg van Ommen     | Mercedes   | Manuel Reuter      | Opel       |
| Estoril     | Alessandro Nannini | Alfa Romeo | Alessandro Nannini | Alfa Romeo |
| Helsingfors | Hans-Joachim Stuck | Opel       | Hans-Joachim Stuck | Opel       |
| Norisring   | Klaus Ludwig       | Opel       | Klaus Ludwig       | Opel       |
| Diepholz    | Bernd Schneider    | Mercedes   | Bernd Schneider    | Mercedes   |
| Silverstone | Klaus Ludwig       | Opel       | Gabriele Tarquini  | Alfa Romeo |
| Nürburgring | Alessandro Nannini | Alfa Romeo | Alessandro Nannini | Alfa Romeo |
| Magny-Cours | Alessandro Nannini | Alfa Romeo | Alessandro Nannini | Alfa Romeo |
| Mugello     | Nicola Larini      | Alfa Romeo | Bernd Schneider    | Mercedes   |
| Hockenheim  | Klaus Ludwig       | Opel       | Manuel Reuter      | Opel       |
| Interlagos  | Alessandro Nannini | Alfa Romeo | Nicola Larini      | Alfa Romeo |
| Suzuka      | Dario Franchitti   | Mercedes   | Bernd Schneider    | Mercedes   |

## Slutställning
| Plats | Förare               | Märke      | Poäng |
| ----- | -------------------- | ---------- | ----- |
| 1     | Manuel Reuter        | Opel       | 218   |
| 2     | Bernd Schneider      | Mercedes   | 205   |
| 3     | Alessandro Nannini   | Alfa Romeo | 180   |
| 4     | Dario Franchitti     | Mercedes   | 171   |
| 5     | JJ Lehto             | Opel       | 148   |
| 6     | Giancarlo Fisichella | Alfa Romeo | 139   |
| 7     | Klaus Ludwig         | Opel       | 130   |
| 8     | Uwe Alzen            | Opel       | 119   |
| 9     | Hans-Joachim Stuck   | Opel       | 112   |
| 10    | Jan Magnussen        | Mercedes   | 97    |